# Ylva Karlsson
Ylva Karlsson (ur. 1978) – szwedzka pisarka, autorka książek dla dzieci i młodzieży. Laureatka Nagrody Augusta w 2009 roku.
W Polsce jej książkę Ja i inni (tyt. oryginalny Jag och alla, 2019) z ilustracjami Sary Lundberg w 2022 roku opublikowało Wydawnictwo Zakamarki.